# جربارة متنوعة الأوراق
جربارة متنوعة الأوراق (الاسم العلمي:Gerbera diversifolia) هي نوع من النباتات تتبع جنس الجربارة من الفصيلة النجمية.